# Ober-Ost
Ober-Ost (afkorting van Oberbefehlshaber der gesamten deutschen Streitkräfte im Osten) is een Duitse term voor de hoogste commandant van de gezamenlijke Duitse troepen in het oosten tijdens de Eerste Wereldoorlog. In de praktijk verwijst het niet alleen naar de hoge commandant zelf, maar ook naar de heersende militaire staf en het gebied dat ze bezetten aan het Oostfront. Na de Vrede van Brest-Litovsk beheersten de Duitse troepen de gouvernementen Estland, Lijfland, Koerland, Kovno, Vilno, Suvalki en Grodno en kleine delen van de gouvernementen Sint-Petersburg en Pskov, ofwel de huidige landen Estland, Letland en Litouwen en delen van Rusland, Wit-Rusland en Polen. Het kaartje laat de toestand zien vóór september 1917, toen de Duitsers verder naar het noorden optrokken en Riga bezetten.
De entiteit Ober-Ost werd in 1914 opgericht en de eerste opperbevelhebber was Paul von Hindenburg met Erich Ludendorff als stafchef. Op  29 augustus 1916 namen Hindenburg en Ludendorff de Oberste Heeresleitung, het opperbevel over het complete Duitse leger, op zich. Toen kreeg Leopold van Beieren het bevel over de troepen aan het Oostfront met Max Hoffmann als stafchef.

## Het gebied
De oorlog aan het Oostfront begon met Russische successen. In augustus 1914 vielen Russische troepen het Duitse Oost-Pruisen en het Oostenrijkse Galicië binnen. In Oost-Pruisen keerden de kansen na de Slag bij Tannenberg van 26 t/m 31 augustus 1914. In Galicië duurde het nog tot mei 1915 voor de balans doorsloeg in de richting van de Centrale mogendheden, de Duitsers en Oostenrijkers, die inmiddels onder één commando verenigd waren. Halverwege 1915 was het Russische deel van Polen veroverd op de Russen en tegen het eind van dat jaar hadden de Centralen ook Litouwen en Koerland in handen.
De frontlijn liep van Riga (dat voorlopig Russisch bleef) via Jakobstadt, Dünaburg, Baranovitsji, Pinsk en Dubno naar Ternopil. Deze situatie bleef ongewijzigd tot in 1917. In die tijd werd hier nauwelijks gevochten. Russisch Polen kreeg onder de naam generalgouvernement Warschau een civiel bestuur. Litouwen en Koerland kwamen als Gebiet des Oberbefehlshabers der gesamten deutschen Streitkräfte im Osten onder militair bestuur.
In september 1917 trokken de Duitse troepen, gebruikmakend van de chaotische toestand na de Russische Februarirevolutie, de rivier Dvina over en bezetten Riga. Terzelfder tijd veroverde de Duitse marine de eilanden Ösel (Saaremaa) en Dagö (Hiiumaa). In februari 1918, in de chaos na de Oktoberrevolutie, volgde een nieuw offensief, waardoor ook de rest van het gouvernement Lijfland en het Gouvernement Estland in Duitse handen kwamen.
Op 3 maart 1918 sloot Duitsland de Vrede van Brest-Litovsk met de bolsjewistische regering van Rusland. Daarmee werd de toenmalige frontlijn bevroren. Duitsland profiteerde hier niet blijvend van. Na de Duitse capitulatie van 11 november 1918 moest het Ober-Ost ontruimen.
Op het eind van 1916 was de totale oppervlakte 108.808 km² en het inwonertal 2.909.935.

## Bestuur
De militairen bestuurden het land met ijzeren vuist. Om het personen- en goederenverkeer onder controle te brengen (Verkehrspolitik) werd het land opgedeeld zonder rekening te houden met de bestaande sociale en etnische verbanden. Het was de bewoners niet toegestaan om van het ene district naar het andere te reizen. Dit verstoorde het leven van de handelaren, onder wie veel Joden. Het zorgde ervoor dat de lokale bevolking vrienden en kennissen in naburige districten niet kon bezoeken. De Duitsers probeerden de bevolking van het gebied te disciplineren en te indoctrineren. Ze probeerden de Duitse ideeën en instituties te integreren met de bestaande instituties onder leiding van Duitse officieren. Ze legden spoorlijnen aan waar alleen Duitsers gebruik van mochten maken. Op de scholen waren de leraren Duits, want het regime beschikte niet over bijvoorbeeld Litouwers die zijn ideeën konden uitdragen.
Officieel had von Hindenburg de leiding over het gebied Ober-Ost, in de praktijk was het Ludendorff die het bestuur in handen had. Hij werd bijgestaan door een staf van tien personen, ieder belast met een specifieke portefeuille (financiën, landbouw, enzovoort). Oorspronkelijk was het gebied verdeeld in zes districten (Bezirke): Białystok, Grodno, Koerland, Wilno (Vilnus), Litouwen en Suwałki. Nadat in september 1916 Wilno en Suwałki en in november 1916 Białystok en Grodno al waren samengevoegd, werd het aantal districten in maart 1917 teruggebracht tot drie, nu onder de naam Verwaltungsgebiete: Koerland, Litouwen en Białystok-Grodno, elk met zijn eigen districtscommandant. De districten waren op hun beurt onderverdeeld in regio's, Kreise: 58 in totaal. Het administratieve centrum van het gebied was Kowno (Kaunas).
Het plan van Ludendorff en later Leopold van Beieren was van Ober-Ost een kolonie te maken, die na de oorlog als woonplaats zou dienen voor soldaten en als uitvalsbasis om gebieden dieper in Rusland te veroveren. Ludendorff probeerde Ober-Ost ook zelfvoorzienend te maken. Het gebied moest zijn eigen voedsel verbouwen en liefst ook overschotten exporteren naar Berlijn. Daarbij was echter de steun van de autochtone bevolking onmisbaar, en die had Ludendorff niet. De autochtone bevolking had geen belang bij een Duitse overwinning, omdat ze geen stem had in het bestuur en steeds hogere belastingen moest opbrengen.

## Communicatie met de lokale bevolking

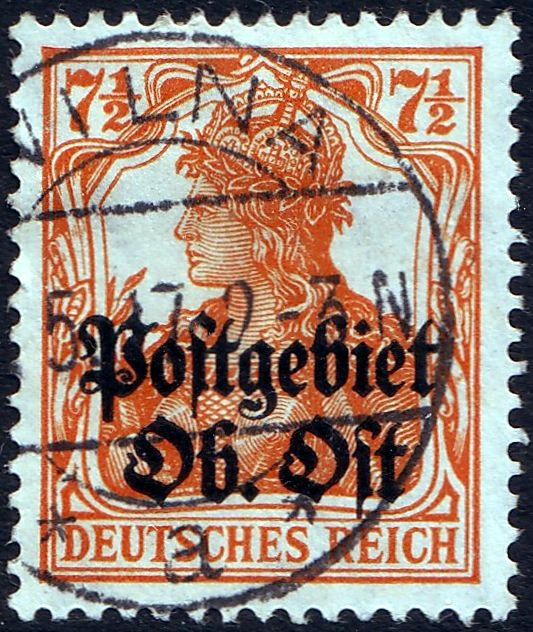
Postzegel van het Postgebiet des Oberbefehlshabers Ost, afgestempeld in Wilna (het huidige Vilnius)

Er waren heel veel problemen in de communicatie met de lokale bevolking binnen Ober-Ost. De lokale bovenlaag kon met de soldaten in het Frans of Duits communiceren. In plaatsen met een grote joodse bevolkingsgroep konden de bewoners soms Duits of in elk geval Jiddisch spreken, wat voor Duitsers redelijk te verstaan was. Op het platteland en onder de boerenbevolking moesten de Duitse soldaten vertrouwen op tolken die de plaatselijke taal spraken. De taalproblemen werden verergerd doordat er maar een kleine bestuurslaag was, soms minder dan honderd ambtenaren in een gebied ter grootte van 3000 km². Men maakte gebruik van de geestelijkheid om boodschappen onder de massa te verspreiden. Dit was een effectieve manier om informatie te verspreiden onder mensen die geen Duits spraken. Overigens was voorlezen van officiële bekendmakingen in de kerken ook in de tsarentijd heel gebruikelijk geweest.
Dat de verspreiding van berichten door de geestelijkheid in de praktijk werkte, blijkt uit het verslag van de jonge officier genaamd Vagts, die via een tolk luisterde naar een priester die de gemeente dezelfde boodschap vertelde als hij even tevoren van zijn meerderen had gehoord.

## Postwezen
Ober-Ost had een eigen postdienst: het Postgebiet des Oberbefehlshabers Ost, in de wandeling wel het ‘Postgebiet Ober-Ost’ genoemd. De postdienst gebruikte Duitse postzegels van het type Germania met opdruk ‘Postgebiet Ob. Ost’. De postdienst werd ingesteld op 15 januari 1916 en stopte na de Duitse capitulatie van november 1918.

## Geldverkeer

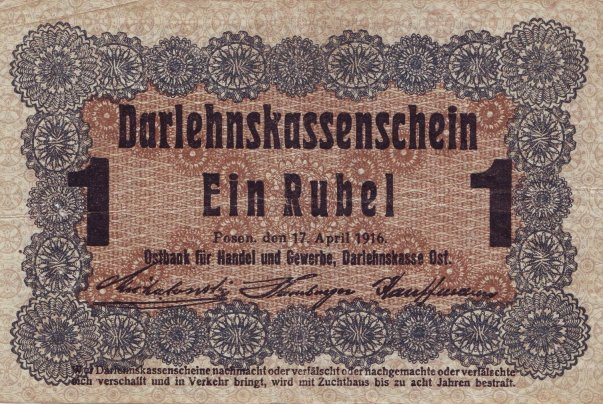
De Ostrubel

In het gebied waren zowel de Russische roebel als de Duitse mark geldig. Eén roebel werd gelijkgesteld aan 2 Duitse mark. Op 17 april 1916 werd een eigen roebel, de Ostrubel, geïntroduceerd om de schaarste aan roebels op te heffen. De waarde was gelijk aan die van de roebel. Ostrubels werden ook gebruikt in het Generalgouvernement Warschau (het huidige Oost-Polen).
Op 4 april 1918 kreeg de Ostrubel in Ober-Ost gezelschap van de Ostmark. 2 Ostmarken waren weer 1 Ostrubel. In het Generaalgouvernement Warschau waren de Ostrubel en de roebel al op 14 april 1917 uit de circulatie genomen en vervangen door de Poolse mark.

## Belangrijkste militaire eenheden
- Het Tiende Leger,onder commandant Erich von Falkenhayn gelegerd in Grodno
- de Heeresgruppe Kiew

## Nasleep
De Duitse troepen trokken zich terug uit Ober-Ost op het eind van 1918 en in het begin van 1919. In het vacuüm dat de Duitsers achterlieten, ontstond een reeks conflicten tussen etnische groepen die hun eigen staat wilden en vochten met elkaar (zoals de Polen en de Litouwers) en met groepen die de Russische Revolutie wilden exporteren of zich (zoals generaal Pavel Bermondt-Avalov) juist daartegen keerden. Winston Churchill zei hierover: ‘De oorlog tussen reuzen is geëindigd, de oorlog tussen pygmeeën is gestart.’
Er werden in de nadagen van Ober-Ost ook constructies bedacht die het niet lang uithielden. Zo was Adolf Frederik van Mecklenburg-Schwerin tussen 5 en 28 november 1918 de leider van het Verenigd Baltisch Hertogdom en Mindaugas II van Litouwen van 11 juli tot 2 november 1918 koning van Litouwen.
Details hierover in:
- Westwaarts Sovjetoffensief van 1918–1919, onderdeel van de Pools-Russische Oorlog (1919-1921)
- Russisch-Oekraïense Oorlog en Pools-Oekraïense Oorlog
- Estse Onafhankelijkheidsoorlog, de Letse Onafhankelijkheidsoorlog en de Litouwse Onafhankelijkheidsoorlog